# تومي بار
تومي بار (بالإنجليزية: Tommy Barr)‏ هو لاعب كرة قدم بريطاني في مركز ظهير ‏، ولد في 23 أبريل 1942 في Carluke ‏ في المملكة المتحدة. لعب مع نادي كوينز بارك.